# باغبان‌لار، آق‌دام
باغبان‌لار (ترکی آذربایجانی: Bağbanlar) یک منطقهٔ مسکونی در جمهوری آرتساخ است که در استان مارتونی واقع شده‌است.